# 大慈弥レイ
大慈弥 レイ（おおじみ れい、1992年7月25日 - ）は、フリップアップ所属の日本のタレント、フリーアナウンサー。元札幌テレビ放送アナウンサー。

## 来歴・人物
東京都出身。身長165cm。母方の実家は千葉県安房郡鋸南町にある曹洞宗の寺院である日本寺。
立教女学院中学・高校では創作ダンス部に所属し、中高全国大会6連覇。高校3年生の時、女優の土屋太鳳と日本代表として北京遠征に行っていた。立教大学社会学部卒業。大学時代は創作ダンス部に所属し、2013年より2年間、日本テレビイベントコンパニオン30期生として番組や各種イベントのアシスタントなどを経験。
2015年、札幌テレビ放送にアナウンサーとして入社。同期入社は小笠原舞子（2019年3月に退職）、林美玖（2018年3月に退職）、村雨美紀。2019年3月31日に同社を退社、5月よりフリップアップ所属のフリーアナウンサーに転向した。

## 現在の出演番組

### CM
- 森永乳業「ビヒダスヨーグルト便通改善」（2020年 - ）
- 森永製菓「さぷリップ新登場」（2021年）

### テレビ
- なないろ日和!（2020年 - 、テレビ東京） - リポーター（不定期出演）

## 過去の出演番組

### 札幌テレビ放送（STV）時代
- どさんこワイド!!朝!（2015年10月 - 2017年9月、札幌テレビ）
- すすめ!みらい戦隊!!（2015年10月 - 2018年3月、札幌テレビ）
- みるみる北の新幹線！北海道開業スペシャル（2016年3月26日、札幌テレビ）
- 1×8いこうよ!（2016年12月 - 2019年1月20日、不定期出演、札幌テレビ）
- 今夜くらべてみました（2017年11月15日、日本テレビ） - 徳井の札幌ロケで出演。
- 全国好きな嫌いなアナウンサー大賞2018（2018年6月1日、日本テレビ）
- 謎解きフロンティア～「ガウディ」を測り続ける道産子～（2019年1月5日、札幌テレビ）- ナレーター
- STVニュース（不定期、札幌テレビ）

#### STV退社後
- インハンド 第8話（2019年5月31日、TBSテレビ） - 雨宮春菜リポーター 役
- WINTICKET ミッドナイト競輪 前橋 F2 第2日 KEIRINスポニチ杯（2021年3月20日、ABEMA）
- ドクターX 〜外科医・大門未知子〜 第7話（2021年11月25日、テレビ朝日）
- インビジブル 第1話（2022年4月15日、TBSテレビ）
- にっぽんの要～わかる・かわる 介護・福祉～ #1-8（2019年 - 2021年、BSフジ） - レギュラー出演

### ラジオ
- 工藤じゅんきの十人十色（代演、2016年11月21日・22日、STVラジオ）
- STVニュース（不定期、STVラジオ）
- オハヨー!ほっかいどう（2017年10月 - 2018年9月、月 - 水曜日担当、STVラジオ）
- 大楽勝美のクラシックも聴いてみよう!（2017年10月 - 2019年3月、STVラジオ）

#### STV退社後
- アタックヤング60（STVラジオ、2022年11月11日・18日） - 村雨美紀担当回のコーナー「すすめ!みらい戦隊!!リターンズ」にてリモートでゲスト出演し、同期アナ4人が勢揃いした。

### CM
- NTTドコモ「復活！あの頃ケータイ」（2020年）

### ウェブ
- ダイハツ工業 『もっといい音、「音の匠」で。』[6]（2020年）
- Go To 商店街『事業の目指すもの』[7]（2020年）- キャスター
- 国税庁「Web-TAX TV」『年調ソフトを利用した年末調整』[8]（2020年）- キャスター